# Цујка
Цујка је традиционално румунско жестоко пиће које садржи ~ 24–86%  алкохола по запремини (обично 40–55%), припремљено само од шљива.  Друга жестока пића која се производе од другог воћа или од житарица назива се ракија. Румунија је 2013. произвела 13 милиона хектолитара цујке. 
Сматра се националним пићем Румуније. 

## Припрема
Традиционално, цујка се припрема од раног лета (након што је производња вина завршена). Шљиве морају одлежати на ферментацији  6-8 недеља, у великим бурадима. Шљиве су најчешће коришћено и широко распрострањено воће у овом контексту. Историјски гледано, па чак и у данашње време, њихова конзумација је била распрострањенија у урбаним срединама, где се често користе за прављење џемова, компота или се једу свежи. Међутим, у руралним градовима и селима, где економска ограничења играју значајну улогу, шљиве су често сматране воћем високог стандарда, што их чини мање уобичајеним избором за дестилацију.
Уместо тога, руралне заједнице су се традиционално окретале приступачнијим и исплативијим алтернативама, као што су дудови и шљиве мирабеле. Још један широко коришћени ресурс је нуспроизвод производње вина: остаци грожђа. Након што се грожђе пресује за производњу вина, преостале чврсте материје - кожице, семенке и пулпа - остављају се унутар бурета за вино током целе зиме, где настављају да ферментирају и апсорбују алкохол из околне течности. Овај процес побољшава њихов укус и продужава њихову употребљивост, одражавајући дугогодишњу традицију домишљатости у винским регионима.
Према традицији и румунским стандардима, дестилација се мора обавити у бакарном дестилатору (казану, слике на  ), користећи традиционални извор ватре (углавном дрво, али и ћумур).
Температура се традиционално контролише тумачењем звукова које дестилатор производи и дегустацијом напитка у различитим тачкама процеса. Обично, овај процес резултира са два степена цујке:
- нормално: дестиловано једном, последње које излази из дестилатора; између 24–40% алкохола.
- веома јако: дестиловано два пута, углавном четвртина производње, и прво које излази из дестилатора; око 50–65% алкохола по запремини назива се палинка од пруне, фаћата, интоарса или хоринка у зависности од региона; најпознатија цујка која се служи пре оброка; у руралним регионима је уобичајено да се ово пиће служи госту.

Након дестилације, цујка се може оставити да одлежи између шест месеци и десет година у бурадима или се може одмах конзумирати. Људи који припремају цуику понекад се називају цуицари, цазанари или цазанги, али то варира у зависности од географског региона. Помешана са водом, жучица никада не сме постати бела или непрозирна . Постоји неколико различитих класификација жуике на основу трајања старења, са сортама као што су стара, селектована, супериорна итд.

## Врсте и терминологија
Термин „цујка“ се дефинише као жестоко пиће направљено од шљива, иако се колоквијално користи и за сва дестилована пића.  Термин „palincă“ је општи термин за било коју врсту воћне ракије, док се „palincă de prune“ односи конкретно на шљивовицу.
Цујка се припрема традиционалним методама и за приватну потрошњу и за продају. Иако је ово у прошлости било незаконито, влада је толерисала ову праксу због традиционалног карактера пића. Неке заједнице су стекле лиценце за производњу и производе га легално. Кућна дестилација у Румунији је легална под условом да дестилатер плаћа акцизу и да производи највише 50 литара годишње по домаћинству. 
Имена „horincă“ и „turț“ се користе у регионима Марамуреш и Оаш као синоними. Ови термини се повремено користе и у другим областима северне Трансилваније. Ово је кодификовано у румунском закону „Наредба бр. 368/2008 којом се одобравају Правила о дефиницији, опису, презентацији и етикетирању традиционалних румунских пића“.
Позната комерцијална презентација је "țuică cu fruct". То је стаклена боца цујке која садржи целу шљиву. Добија се тако што се празне боце каче на дрвеће у пролеће или рано лето и узгајају плодове унутар боце.

## Потрошња
Обично се цујка конзумира само пре оброка (традиционално сваког оброка). У већини случајева, служи се само количина величине шољице, и то углавном гутљај.  Пиће је такође присутно на свим традиционалним забавама као што су венчања, крштења, ловачке забаве, фестивали жетве, верски празници, породична окупљања и бдења. У већем делу руралне Румуније, цујка је уобичајено пиће за здравицу, уместо вина. Обично се пије пре оброка, јер повећава апетит.
Модерни приказ модерног становника села готово увек укључује флашу цујке. За сеоске породице које производе шљиву за сопствену потрошњу (не за комерцијалну употребу), производња може износити између ~10 и 200 литара по породици годишње, јер је шљива најраспрострањеније дрво у румунским воћњацима (видети такође Пољопривреда Румуније). Цујка се понекад користи као део малог пакета накнаде за услуге или „свакодневни рад“ (неформално или између пријатеља).
Румунија је највећи произвођач шљива у Европској унији  и међу водећим произвођачима шљива у свету. Према подацима румунског Министарства пољопривреде, на око 65000 ха се гаје шљиве,  и 80% производње се претвара у цујку. 